# Qafë-Mali
Qafë-Mali é uma comuna (em albanês:  komuna) da Albânia localizada no distrito de Pukë, prefeitura de Escodra.